# Casa al carrer de la Ciutat, 32 (Berga)
Casa al carrer de la Ciutat, 32 és una obra de Berga inclosa a l'Inventari del Patrimoni Arquitectònic de Catalunya.

## Descripció
Habitatge entre mitgeres amb façana principal al carrer major i a la petita plaça del forn. De la del carrer major, hem de destacar el portal d'entrada, un arc de mig punt fet amb grans dovelles ben escairades on hi ha un rètol que posa Granja Obiols. A la mateixa façana, a sobre del portal, flanquejat per dos balcons, trobem un esgrafiat amb figures antropomorfes, quasi esborrat pel temps i obres posteriors a la façana.